# Quercus shanxiensis
Quercus shanxiensis — вид рослин з родини букових (Fagaceae), ендемік Китаю.

## Поширення й екологія
Ендемік Китаю — Шаньсі.